# 57 a.C.
Il 57 a.C. (LVII a.C. in numeri romani) è un anno  del I secolo a.C.

## Eventi
- Proseguono le campagne di Gaio Giulio Cesare in Gallia contro i Belgi e Nervi (vedi conquista della Gallia).[1]

## Nati
- Clodia Pulcra, nobildonna romana

## Morti
- Boduognato, condottiero gallo
- Cleopatra VI, regina egizia
- Dione di Alessandria, filosofo e funzionario egizio
- Fraate III, sovrano
- Vonone del Sakastan, re